# Dorf (Kaltern)

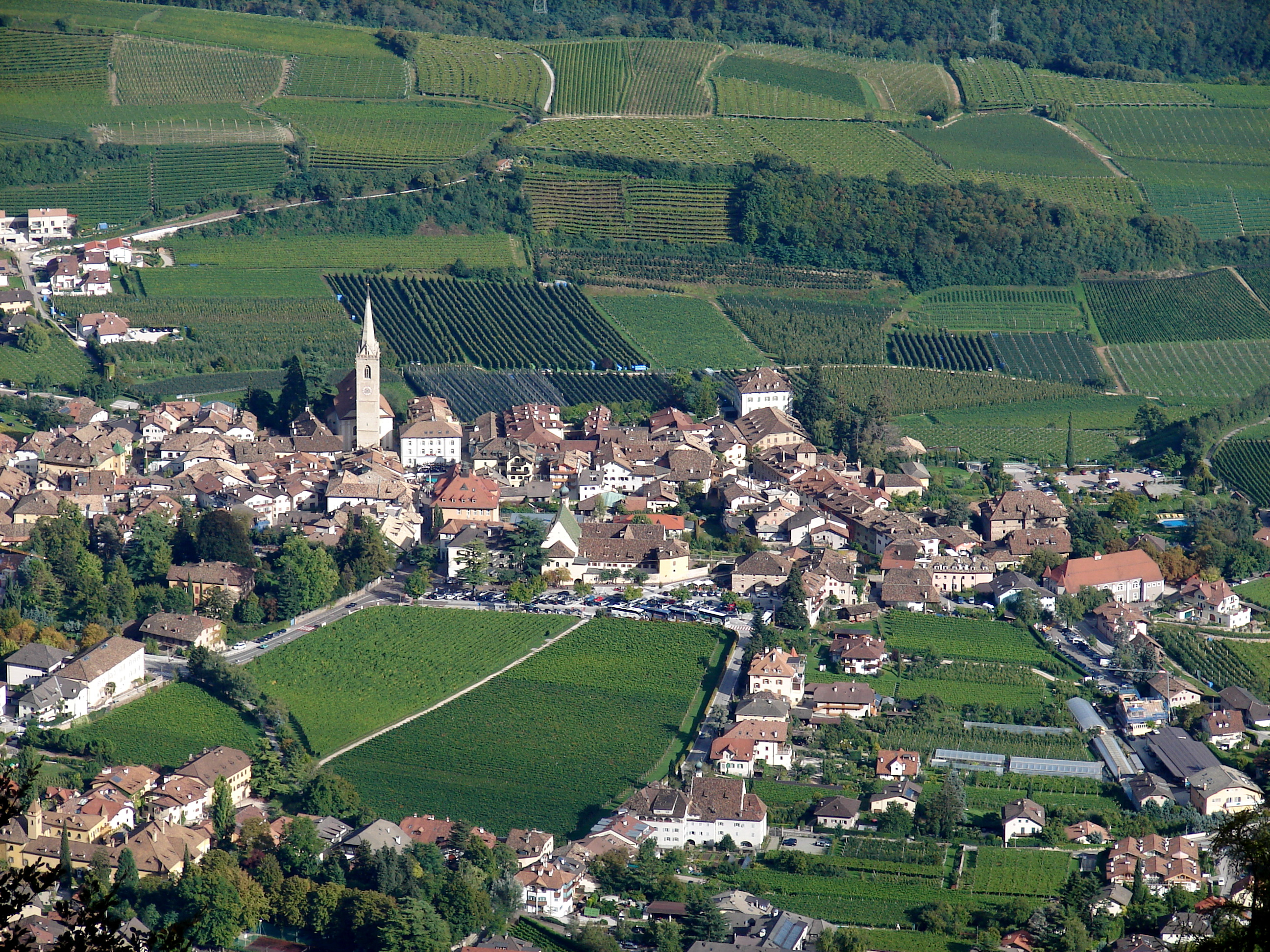
Blick auf Kaltern-Dorf vom Mendelpass

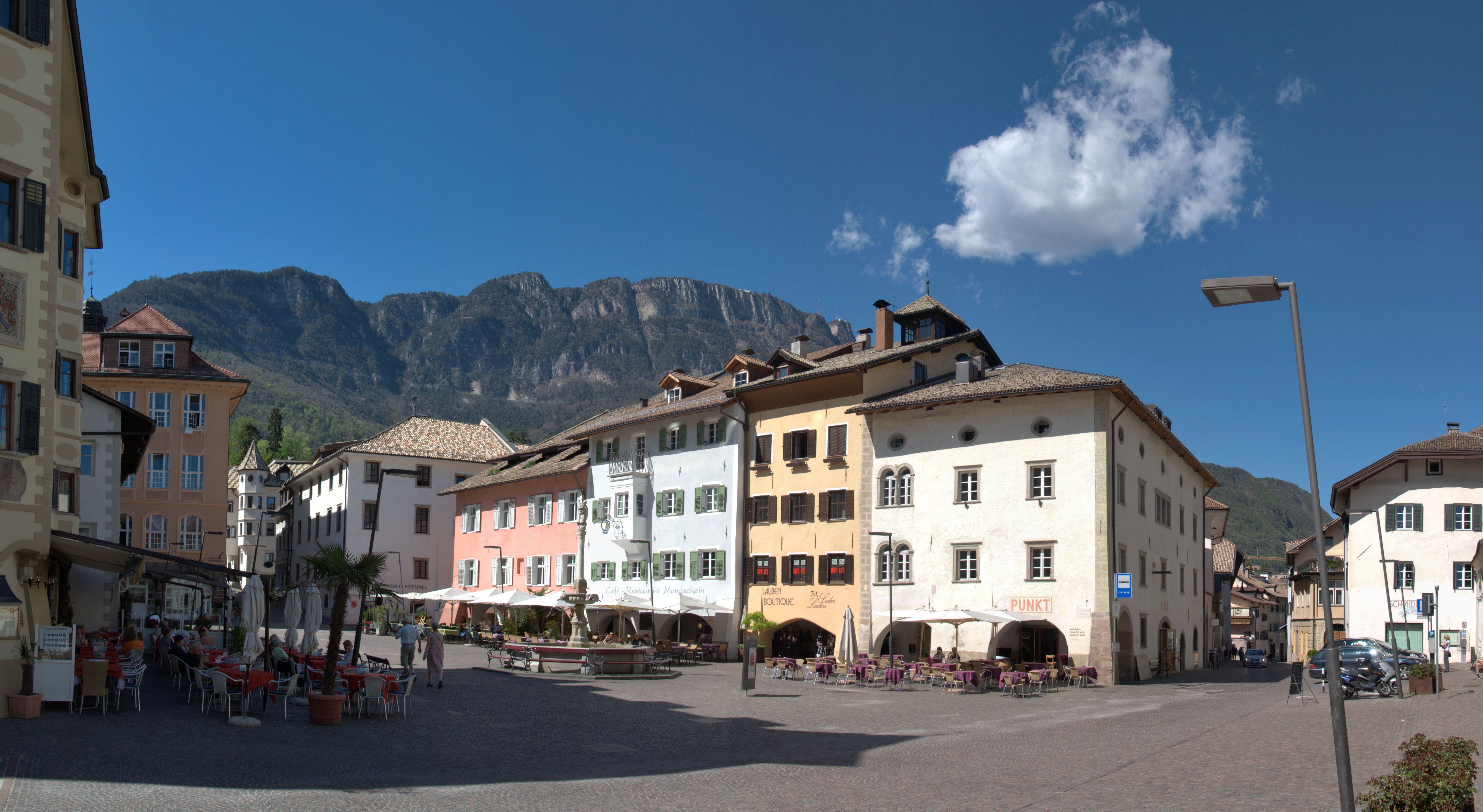
Ortszentrum am Marktplatz

Dorf, auch Markt oder früher Unterdorf genannt, ist der Hauptort der Gemeinde Kaltern in Südtirol (Italien). Die Ortschaft befindet sich auf etwa 425 m Höhe im Überetsch.

## Erscheinungsbild
Das historische Zentrum folgt dem alten, heute von der Andreas-Hofer-Straße und Goldgasse gebildeten Straßenzug. Etwa in der Mitte dieser heute teilweise verkehrsberuhigten Verkehrsachse liegt der Marktplatz, an dem sich das Rathaus, die Pfarrkirche Mariä Himmelfahrt und die deutsche Grundschule der Gemeinde befinden. Das Erscheinungsbild des Ortskerns mit seinen Bürgerhäusern und Ansitzen (beispielsweise dem Ansitz Buol, dem Ansitz Windegg und dem Roten Haus) geht im Wesentlichen auf das 17. Jahrhundert zurück. Oberhalb des Marktplatzes erstreckt sich der Rottenburger Platz bzw. Paterbichl, wo sich einst die Burg der Rottenburger befand, an deren Stelle in den 1640er Jahren das Franziskanerkloster Kaltern trat. Die Verkehrsströme verlaufen heute größtenteils unterhalb des Ortszentrums auf der Weinstraße.

## Geschichte
Die Gemarkung Dorf (mit ihren Abteilungen Unterdorf und Oberdorf) bildete seit dem 14. Jahrhundert einen Sprengel des ehemaligen Landgerichts Kaltern. Im Urbar Heinrichs von Rottenburg von 1380 wird das Viertel als ze Chalter im Dorf bezeichnet, im Tiroler landesfürstlichen Haupturbar von 1413 als zu Chaltaren im Oberndorf und im Nyderndorf. In einer lateinischen Urkunde von 1477 erscheint für das Unterdorf auch die Bezeichnung in vila inferiori eclesie.